# نادي أولويز ريدي
نادي أولويز ريدي هو نادي كرة قدم بوليفي يلعب دوري الدرجة الأولى البوليفية، تأسس النادي في 1933.